# Crolles
Crolles is een gemeente in het Franse departement Isère (regio Auvergne-Rhône-Alpes). De plaats maakt deel uit van het arrondissement Grenoble. Crolles telde op 1 januari 2022 8.463 inwoners.
In Crolles is de hoofzetel en fabriek van siropenproducent Teisseire gevestigd.

## Geografie
De oppervlakte van Crolles bedroeg op 1 januari 2022 14,21 vierkante kilometer; de bevolkingsdichtheid was toen 595,6 inwoners per km². De gemeente ligt ten oosten van de Chartreuse in het dal van de rivier de Isère. Ter hoogte van Crolles draagt een piek de naam "Tand van Crolles" vanwege de opvallende vorm.
De gemeente ligt binnen het Regionaal Natuurpark Chartreuse.

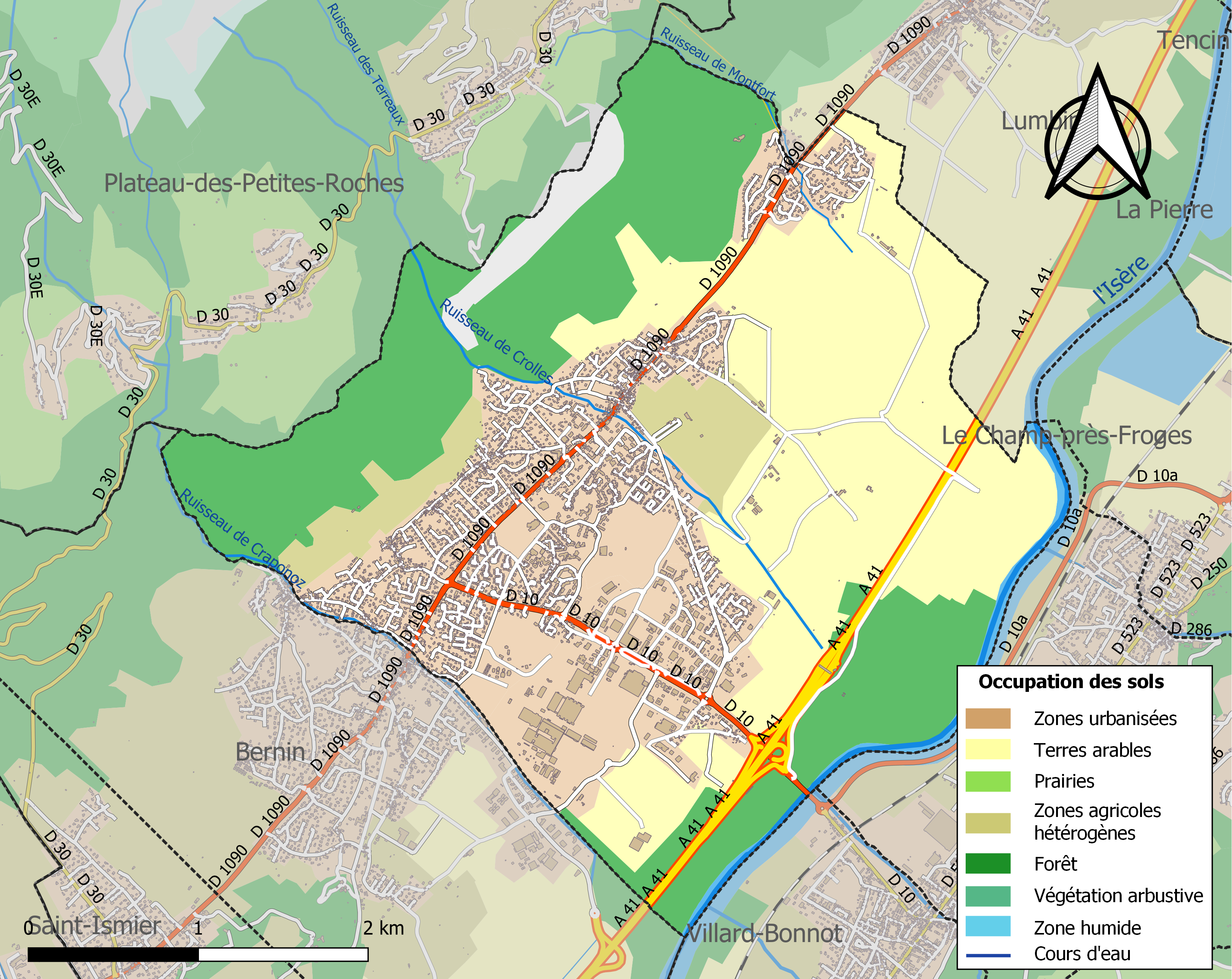
Kaart van de gemeente met de belangrijkste infrastructuur, bodemgebruik en omliggende gemeenten

## Demografie
Onderstaande figuur toont het verloop van het inwonertal (bron: INSEE-tellingen).

## Afbeeldingen

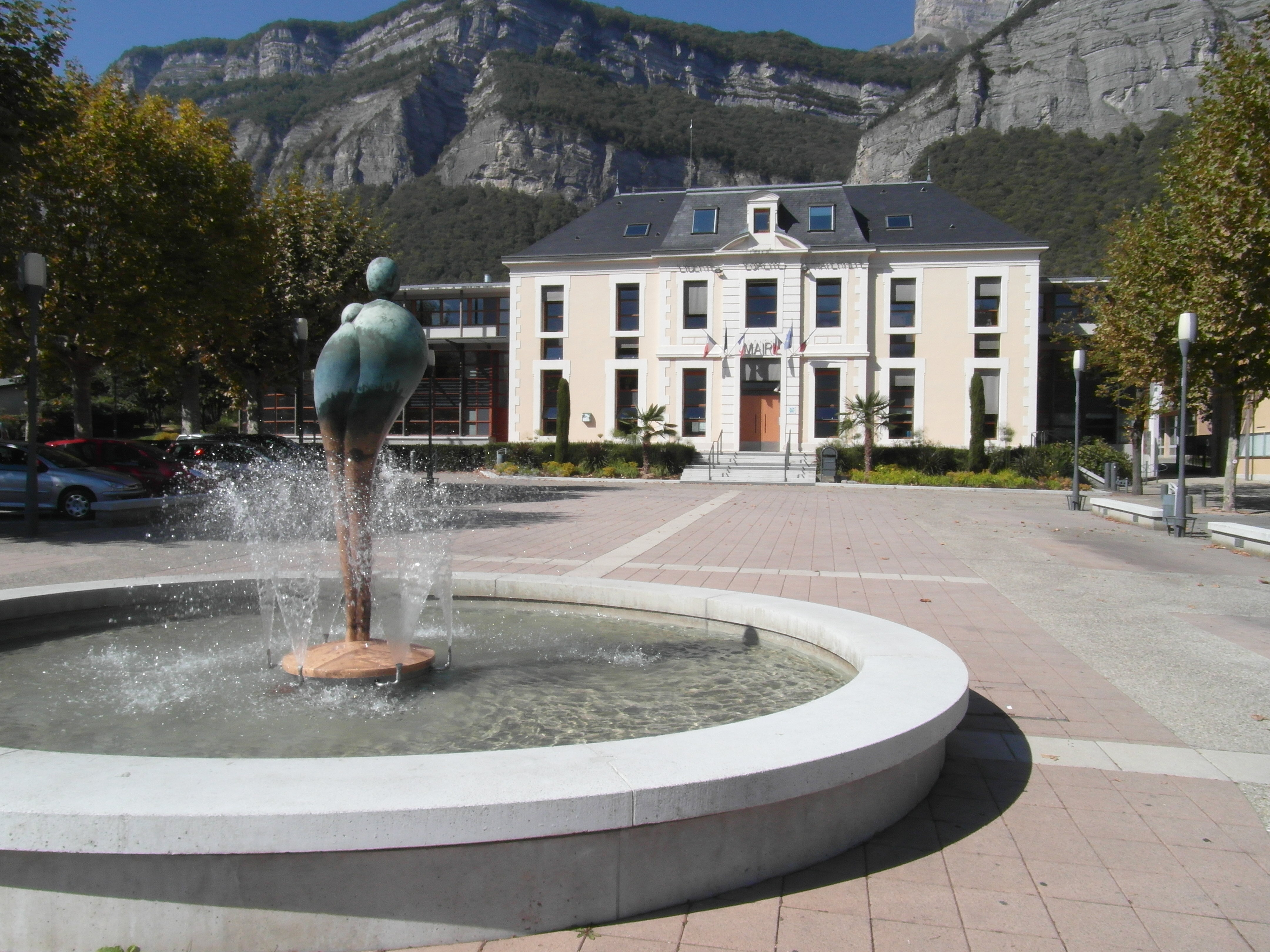
Gemeentehuis
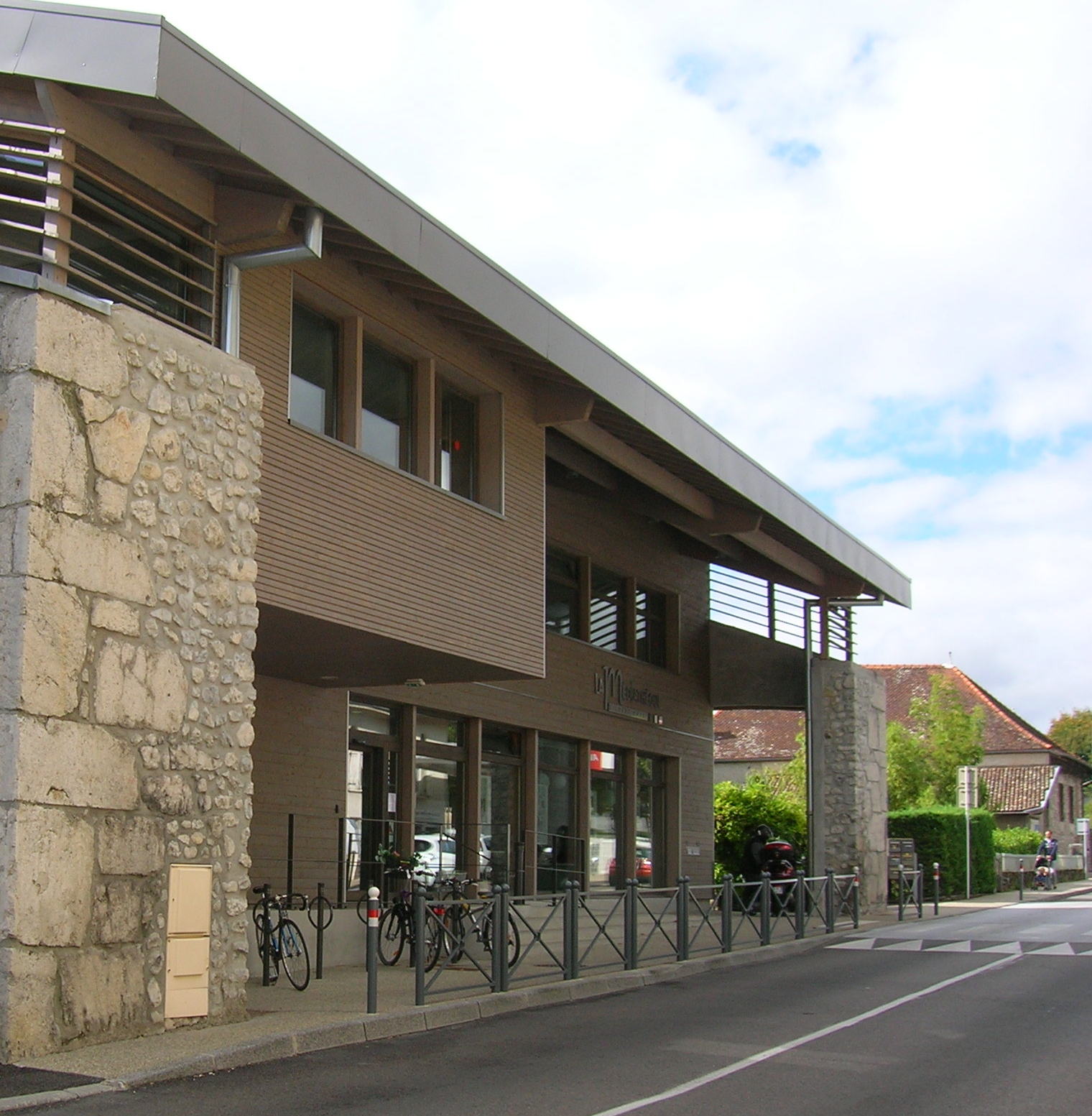
Mediatheek